# Nadejda Troïan
Nadejda Troïan (russe : Надежда Троян ; 24 octobre 1921 – 7 septembre 2011) était une agente du renseignement soviétique qui a également servi comme infirmière dans une unité partisane. Elle est plus connue pour son rôle dans l'assassinat de Wilhelm Kube, pour laquelle elle et ses co-conspiratrices ont été honorées du titre de Héroïnes de l'Union soviétique le 29 octobre 1943.

## Biographie

### Enfance
Troïan est née dans une famille de la classe ouvrière dans le village de Drissa (aujourd'hui Verkhniadzvinsk), situé dans le voblast de Vitebsk de l'actuelle Biélorussie. Sa famille déménage souvent dans différentes parties de l'Union soviétique, y compris en Tchétchénie et en Sibérie. Après avoir terminé les dix classes de l'école avec d'excellentes notes, elle entre dans une formation à l'Institut de médecine de Moscou, mais est transférée à l'Institut de médecine de Minsk lorsque sa famille déménage,.

### Seconde Guerre mondiale
Après l'invasion allemande de l'Union soviétique en 1941, l'armée allemande prend rapidement le contrôle de la ville natale de Troïan et elle est forcée de travailler au nettoyage de la caserne de la Wehrmacht. Elle est ensuite réaffectée en cuisine et travaille avec des prisonniers de guerre soviétiques. Elle trouve une brochure anti-allemande dans son jardin et en fait plusieurs exemplaires, mais après le déménagement de sa famille à Smaliavitchy, elle s'implique davantage dans la résistance, après avoir appris qu'une collègue infirmière à l'hôpital où elle travaillait, Niura Kosarevskaïa en fait partie. Finalement, Troïan gagne la confiance de Kosarevskaïa et commence à aider les partisans en traduisant certains papiers grâce à ses quelques notions d'allemand. Elle commence à produire des tracts rédigés en allemand pour les soldats de la Wehrmacht, qu'elle cache dans le fond des récipients pour aliments vendus aux troupes allemandes et elle aide la résistance de Minsk avec des armes de contrebande d'armes et de fournitures à chaque fois qu'un officier allemand l’emmène à Minsk. À l'été 1942, les Allemands deviennent méfiants alors ils la force à assister une exécution de masse de partisans présumés. Après cela, elle travaille en tant qu'infirmière dans l'unité « Dyadi Koli ». Elle est ensuite affectée au 5e sous-détachement, qui était censé faire dérailler les trains, détruire du matériel allemand, et aider les prisonniers soviétique à s'échapper,.
Au printemps 1943, Troïan est affectée à la dangereuse tâche de trouver quelqu'un pour assassiner Wilhelm Kube, un haut-gradé SS et le grand-commissaire de la Biélorussie occupée. Elle finit par choisir une jeune femme du nom de Yelena Mazanik, qui travaille dans le manoir de Kube en tant que femme de ménage et est la sœur d'une autre partisane, Valentina Chchutskoi. Mazanik a très peur de faire confiance à Troïan au début mais au bout d'un moment, elle finit par accepter le plan. Mazanik pose la bombe confiée par Maria Osipova et Kube est tué comme prévu ; après cet assassinat, les trois femmes reçoivent le titre de Héroïnes de l'Union soviétique le 29 octobre 1943. Elle continue de participer à des activités de résistance jusqu'à la fin de la guerre,.

### Après-guerre
Après la fin de la guerre, Troïan est diplômée en 1947 de la Première Université de médecine Ivan Setchenov de Moscou en tant que chirurgienne. Elle est Candidate aux Sciences Médicales en 1962, après l'écriture de sa thèse. Elle travaille alors pour le Ministère de la Santé à l'Institut Central de Recherche Scientifique pour l'Éducation de la Santé et finalement, directrice du programme. Son fils Alexeï est un chirurgien cardio-vasculaire. Elle meurt à Moscou le 7 septembre 2011 à l'âge de 89 ans et est enterrée au Cimetière Troïekourovskoïe,.

## Distinctions
- Héroïne de l'Union soviétique
- Ordre de Lénine
- Médaille pour la victoire sur l'Allemagne dans la Grande Guerre patriotique de 1941-1945
- Ordre de l'Étoile rouge
- Ordre de l'Amitié des peuples
- Ordre du Drapeau rouge du Travail
- Ordre de la Guerre patriotique

## Hommages
- L'école no 1288 de Moscou est renommée en son honneur en 2013[7].